# Dom pod Storžičem
Dom pod Storžičem (1123 m) je planinska postojanka, ki stoji v zgornjem delu doline Lomščice v bližini planine Jesenje. Prvotna planšarska ali Verbičeva koča je bila preurejena v planinsko leta 1938, vendar je že naslednje leto pogorela. Verbičevo kočo so dokončno požgali 5. avgusta 1941, ob nemškem napadu na Storžiški bataljon. Sedanji dom je bil zgrajen septembra 1951. Od njega je lep pogled na bližnjo severno steno Storžiča, Tolsti vrh in Karavanke. Upravlja ga PD Tržič.

## Dostopi
- 9 km (3h): od Tržiča skozi Lom pod Storžičem
- 3½h: od Zavetišča v Gozdu (891 m), čez Malo Poljano (1325 m)
- 3½-4h: s Spodnjega Jezerskega (Jezersko), mimo planine Podstoržec

## Prehodi
- 3h: do Koče na Kriški gori (1471 m), čez Tolsti vrh (1715 m), po transverzali
- 2½h: do Planinskega doma na Kališču (1534 m), čez Javorniški in Bašeljski preval

## Vzponi na vrhove
- 3h: Stegovnik (1692 m), čez planino Javornik
- 3½h: Storžič (2132 m), po grebenu Psice
- 3½h: Storžič (2132 m), čez Škarjeve peči, po transverzali
- 3h: Storžič (2132 m), skozi Žrelo